# Sarah Vaughan
Sarah Lois Vaughan (/ˈvɔːn/) (Newark, 27 maart 1924 – Los Angeles, 3 april 1990) was een Amerikaanse jazzzangeres, die samen met Billie Holiday en Ella Fitzgerald tot de grootsten in haar genre wordt gerekend. Zij is bekend om haar expressieve stem, uniek vibrato en groot vocaal bereik.
Vaughans ouders waren beiden muzikanten; Sarah begon met zingen in kerkkoren. Haar deelname aan talentenjachten trok de aandacht van Earl Hines bij wiens bigband Sarah Vaughan begin jaren veertig zangeres werd. Al snel werkte zij samen met Billy Eckstine. Eckstine en Vaughan waren vervolgens enige tijd actief met Dizzy Gillespie en Art Blakey, maar in 1945 ging Vaughan solo optreden. Bekende nummers uit die periode zijn Tenderly, Lover man en It's Magic. Sarah Vaughan bleef platen uitbrengen en optreden tot de vroege jaren tachtig en werkte met grootheden als Miles Davis en Quincy Jones.

## Discografie (selectie)
- 1953: The Divine Sarah Vaughan - The Columbia Years 1949 – 1953 (Columbia)
- 1954: Swingin’ Easy (EmArcy)
- 1954: Sarah Vaughan with Clifford Brown (EmArcy/Verve)
- 1954: The Gershwin Songbook (Mercury)
- 1955: In the Land of Hi-Fi (EmArcy)
- 1957: At Mister Kelly’s [live] (EmArcy)
- 1958: No Count Sarah (EmArcy)
- 1963: Sarah Sings Soulfully (Roulette)
- 1963: Sassy Swings the Tivoli [live] (EmArcy)
- 1978: How Long Has This Been Going On? (Pablo)
- 1979: The Duke Ellington Songbook, Vol. 1-2 (Pablo)
- 1982: Crazy and Mixed Up (Pablo)